# Radovanov portal
Radovanov portal glavni je portal katedrale Svetog Lovre u istorijskom jezgru Trogira, u Republici Hrvatskoj. Građen je u doba vladavine hercega Kolomana, koji je kao mlađi brat kralja Bele IV. upravljao Hrvatskom, Slavonijom i Dalmacijom od 1226. do 1241. godine i bio jedan od pokretača gradnje ne samo trogirske katedrale već i brojnih spomenika na severu Hrvatske.

## Majstor Radovanov život i karijera[3]
O životi i karijerije Radovanova malo se zna. Iako dokumenti iz šezdesetih i sedamdesetih godina 13. veka (oni raniji su veoma retki) spominju u Trogiru mnoge osobe po imenu Radovan, od težaka do zlatara i redovnika, nema jasnih podataka o vajaru Radovanu. Skočibravina, nadimak oca jednog od tih trogirskih Radovana  ( Radouan Scoccibrauine), koji je imao zemlju pored one kneza Radovana, dovodi u sećanje bukoličke prizore na luneti sa pastirima i njihovim stadom.
U Veneciji se 1229. godine spominje neki Radovan iz Zadra koji je svedok drugom  Slovenu optuženom zbog tučnjave.  Je li Radovan vajar (ili graditelj - arhitekta) nema jasnih podataka, na osnovu kojih bi se to dalo, pretpostaviti, samo na osnovu jednog skoro izbrisanog natpisa na portalu i na isklesani zidarski znak na južnom zidu katedrale?
Takođe nema pouzdanih podataka da li je njegov život i genijalni vajarski rad pretekla smrt u Trogiru dok je radio na portalu u crkvi Svetog Lovre ili ga je možda privukla neka unosnija ponuda, pa je okončao život na nekom drugom mestu, takođe je ostala večita dilema? 

## Istorija
Prvi koji je Radovanov portal pretstavio kao veliko delo evropske umetnosti, sredinom 19. veka bio je istaknuti hrvatski istorićar Ivan Kukuljević Sakcinski. Evropskoj nauci prvi put je predstavljen 1883. godine od strane bečkog istoričara umetnosti Rudolfa Eitelberger von Edelberg u njegovoj studiji o dalmatinskom graditeljstvu.
Prema natpisu u podnožju lunete portala pouzdano se zna da je on građen 1240. godine  u vreme Kolomanove vladavine i u upravljanja dijacezom biskupa Treguana (rodom Firentinca, koji je bio vrlo obrazovan klerik, koga je u Dalmaciju sa sobom iz Ugarske kao mladog gramatika i profesora književnosti 1200. godine doveo splitski nadbiskup Bernard).  Zbog obrazovanosti Treguan se vrlo brzo visoko popeo na crkvenoj hijerarhijskoj ljestvici, tako da je 1206. godine postao trogirskim biskupom.
Tokom svog života biskup Treguan se istakao kao vatreni borac protiv heretika i krivoveraca na području svoje dijeceze, u Splitu i Trogiru, ali i na širem prostoru Hrvatske, podržavajući kraljeve i papine napore u iskorjenjivanju katarske hereze u Bosni.

U taj kontekst dovodi se i gradnja portala trogirske katedrale. Naime, iza njegove gradnje stoji antijeretički program biskupa Treguana, na šta posebno ukazuje znak krsta na naličju lunete portala s natpisom:
| „ | Tko god veruje da je znak krsta put svetla, nek ne čini ništa nedostojno protiv časnog znaka. | ” |

Ovaj natpis bio je neka vrsta direktne opomene hereticima poput katara (albigenza) i bogumila, koji nisu prihvatali krst, smatrajući ga bogohulnim jer je simbolično predstavljao mučeništvo Hrista Boga, koje prema njihovom verovanju nije bilo stvarno.  Prema tome portal je kao celina mogao biti potvrda i demonstriranje pravovjerja u suprotnosti sa heretičnim ućenjima, posebno prikaz Rođenja Hristovog, koje su krivoverci poricali.

## Karakteristike Radovanovog vajarskog dela
Na portalu već na prvi pogled semogu uočiti sledeće karakteristike Radovanovog dela:
- Dinamična kompozicijom zasnovanom na uglovimaa.
- Kontrapunkti dijagonalnih linija najsnažniji u reljefu sa anđelima na unutarnjem luku.
- Simetričnost i zvučnost srukture, u kojoj je jato anđela nošeno ritmom njihovih tela, krila i udova.
- Istanćan osećaj za prostornu problematikiku i vajarsku kiparsku genijalnost, ali i graditeljska senzibilnost za trodimenzionalno. Najbolji primer za je prikaz jelena na desnom unutrašnjem stubu na kome: životinja izlazi iz dubine, iz šipražja, sa glavom napred, sa telom povijenim tako da se vidi samo prednja strana.[9]

## Pregrađivanja (izmene) portala
Ovo što danas vidimo nije prvobitna verzija Radovonog portala jer je on nakon što je izgrađen,  u više navrata bio pregrađivan. Nije potpuno jasno koliko je puta portal bio prerađen, ali je sigurno da su njegove skulpture dela nekoliko skulptora koji su dovršavali Radovanovo delo kao i onih koji su uradili niz različitih obnova nakon dovršetka gradnje katedrale.
Sa gradnjom zvonika menjala se koncepcija predvorja i njegovih portala. U isto vreme sa gradnjom ulaznih vrata sagrađen je i spoljni portal kroz koji se ulazilo u usko predvorje prvostolnice u prizemnome delu zvonika. Poznato je da je romanički zvonik postojao u drugoj polovini 13. veka, pa se smatra da je verovatno dovršen 1251. godine.
Da je portal je naknadno sastavljen u jedinstvenu cjelinu na to ukazuje: kidanja pojedinih reljefa, izmene ikonografskog i kompozicijskog koncepta.STOŠIĆ, J. (1994), 67-89. Moguće je da je portal složen u celinu sedamdesetih ili osamdesetih godina 13. veka, u doba kada je, kako se pretpostavlja, presvođeno predvorje katedrale.  Naime izvorno portal se nalazio u predvorju romaničkog zvonika ispred katedrale. U trogirskim dokumentima prvi put se spominje 1264. godine. Sastoji se od portala ispred ulaza u predvorje i unutrašnjeg ispred ulaza u katedralu. Romaničko predvorje je bilo znatno manje od današnjeg,  toliko veliko da natkrije ulaz u crkvu ispred glavnog broda. Ono je bilo poput sličnih predvorja romaničkih katedrala sa druge strane Jadrana, u Modeni, Bolonji i Ferareu.Njegov se izgled može donekle uporediti sa monumentalnim prolazom u podnožju zvonika katedrale Svetog Dujma u Splitu, koji je započet 1350-tih godina, svega desetak godina nakon trogirskog.
Sedamdesetih godina 13. veka, Treguanov naslednik biskupa Kolumbijana (1256 – 1276), započeo  je prvu romaničko-gotičku prepravku trogirske katedrale. Najveći zahvat na Radovanovom portalu obavljen je u 14. veku tokom radova na predvorju katedrale kada je sagrađen prostrani trotravejni atrijum iznad koga je bila planirana gradnja dva gotička zvonika.
Portal je poslednji put prerađen 1560-tih godina kada su ispod njegovog nadvratnika umetnuti renesansni kapiteli sa puttima, rad Nikole Firentinca.
Intervencijom koja je obavljena krajem 17. veka umetnut je u baroknu nišu portala gotički kip Svetog Lovre preuzet iz stare srušene kapele Svetog Ivana Trogirskog. Skulpture trogirskog portala dela su nekoliko skulptora koji su dovršavali započeto Radovanovo delo.
U pored svih promena  može se pretpostaviti da portal u sadašnjem stanju u glavnim crtama je odraz izvornog ikonografskog koncepta, sa  temamam iz istorije i spasenja grešnog čovečanstva koje će iskupiti Hristova žrtva.67 Moguće je da je portal, posebno luneta s prizorom Kristova rođenja, trebao biti vizualni prikaz prave vere koja je u suprotnosti sa onovremeniim heretičkim učenjem.

Čišćenjem portala 2006. godine pojedini reljefi izgubili su svoj sjaj. Prema mišljenju Ivana Babića:
| „ | Reljefi bez patine, mestimice i bez epiderme, danas deluju atonalno, poput gline, a prije su se uglačani i sjajni doimali poput bjelokosti. | ” |

## Opis portala
Majstoru Radovanu pripisuje se Rođenje Hristovo, središnji motiv portala prikazan na luneti. Svojom lepotom na luneti se ističe prizorom Rođenja. U polukrugu lunete nalazi se dvodelni pravogana, svojevrsna scenska arhitektura - pozornica sa zavesama, tako da podseća na mizanscenu srednjovekovnih crkvenih drama. GOSS, P. V. (1994), 131-135.
U gornjem delu prikazana je Devica sa Isusom u štali, a  u donjem Kupanje deteta u kamenoj ornamentici. Sceni prisustvuju Josip i pastir, uz dve žene, od kojih jedna rukom opipava da li je voda topla i drži dete koje se otima i opire kupanju, a druga uliva vodu za kupanje.  
Sa desne strane lunete je prikaz Dolaska  sveta Tri kralja koji jezde na konjima, a, sa leve Poklon pastira sa svojim stadom. Na vrhu kompozicije svetli osmorokraka Betlehemska zvezda repatica i dva anđela koji objavljuju svetu radosnu vest.str. 301
Radovan je izradio i veći deo prvog koncentričnog luka koji se izvorno nalazio do same lunete, a prikazivao je Navještenje, a u levom petom luku je anđeo Gabrijel, a u desnoj Devica Marija. Sa obe strane nastavljaju se po dva kamena segmenta sa reljefima anđela od kojih gornji nisu Radovanovo delo. Na vrhu je Poklonstvo kraljeva sa leve strane i Josipov san sa desne. Sve osim dva reljefa anđela delo je majstora Radovana.
Portal ima dva reda izmaknutih dovratnika ukrašenih reljefima i dva izrezbarena okrugla stuba sa prizorima lova i životinja. Bočne strane tih stubova ukrašene su prikazima ljudi i životinja isprepletenih u vitice s florealnim motivima.

Unutrašnji dovratnici, ukrašeni su alegorijama meseci i prikazima radova vezanih uz njih delo su majstora Radovana. Sa leve strane odozgo prema dole su Decembar, Januar i Februar, a na desnoj su April i Mart.  Međutim nisu predstavljeni svi meseci, već samo oni zimski i prolećni. Mesece, osim poslova koji se obavljaju tokom godine, prikazuju  zodijačke znakovi i kartuše u kojima je trebalo zapisati ime pojedinog meseca.  Svi ti motivi delo su majstora Radovana osim alegorije Veljače sa levog dovratnika.
Reljefi spoljašnjeg luka nisu Radovanovo delo, već rad gotičkih majstora. Oni prikazuju motive iz života Isusa Hrista,  sa prizorom u sredini i samog raspetog Hrista. 
Sa leve strane su prikazani
- Beg u Egipat,
- Ulazak u Jerusalem,
- Prizori Pranja nogu,
- Hapšenje,
- Bičevanje.

Sa desne strane su prikazani
- Iskušenja,
- Tri Marije na grobu
- Uskrsnuće. Nad lunetom je niša sa gotičkim kipom Svetog Lovre.[2]

Na spoljašnjim dovratnicima, koji nisu Radovanovo delo, nalaze se prikazi apostola, po tri sa svake strane. Sa leve strane odozgo na dole prikazani su Sveti Petar i Sveti Bartul i (Sveti Ivan.). Na unutrašnjim stranama prikazane su životinje koje su isprepletene u vitice s florealnim motivima.
Dovratnike u podnožju portala nose telamoni, a na spoljnim stranama su konzole sa lavovima na kojima su kipovi praroditelja, Adama i Eve. Lavovi uz ulaz verovatno simbolizuju čuvare dveri (jer oni, stalno bdiju, čak i spavaju otvorenih očiju), mada te zveri  u srednjovekovnoj ikonografiji mogu imati i drugačija značenja. Lav u kandžama drži zmaja, čime se valjda aludira na pobedu nad zlom. Lavica je prikazana s grivom; pod njom su njena dva lavića, a u kandžama drži plen (jagnje). Lavice su, smatralo se, rađale  mrtvu mladunčad koja su oživljavala nakon tri dana tako da ih majka greje svojim dahom, što se povezuje s idejom Uskrsnuća. Adam i Eva, prikazani sa strane portala, iznad lavova roditelji su grešnog čovečanstva.
- Statua Eve
- Statua Adama

Vajar koji  je prikazao Evu kaka pokušava prikriti svoju golotinju najverovatnije  je kao uzor imao naki antički kip tipa stidljive Venere. Adam je prikazan s dlanom desne ruke na vratu, na jabučici (kada mu je preseo zagrižaj  Evine jabuke).

## Literatura
- Babić I. Geometrijska poetika Radovana. Mogućnosti, god. XXXIV, br. 6-8, Split, 1986.
- Babić I. Figurativni principi majstoraRadovana. U Zborniku: Studenica i bizantijskaumetnost oko 1200. godine. Beograd, 1988.
- Babić I. O trogirskim biljezima ukamenu. Radovi Instituta za povijestumjetnosti, 12-13, Zagreb, 1988. – 1989.
- Babić I. Unutarnja strana lunete glavnog portalatrogirske katedrale – djelo majstora Radovana, Starohrvatska prosvjeta, Ser. 3, br. 21, Split, 1991.
- Babić I. Čovjek, zmija i majmun naportalu trogirske katedrale, Archeologia Adriatica II, Zadar, 2008.
- Belamarić J. Šutnja protomajstora bazilike SanMarco u Veneciji – razriješena, Radovi instituta za povijest umjetnosti 12/13 , Zagreb, 1988. – 1989.
- Belamarić J. Radovanov portal u Trogiru. Klesarstvo i graditeljstvo, god. 1, br. 2, Pučišća, 1900.
- Belamarić J. Ciklus mjeseci Radovanovaportala na katedrali u Trogiru, Prilozi povijesti umjetnosti u Dalmaciji, 30, Split, 1990.
- Belamarić J. Portal majstora Radovana – novaikonograﬁja i stil u okviru razvoja skulptureu Splitu i Trogiru 13. stoljeća, Zbornik radovameđunarodnog znanstvenog skupa “MajstorRadovan i njegovo doba“, Trogir, 1994.
- Bošković Đ. Dve reči o portalu stolne crkveu Trogiru, Jugoslovenski istorijski časopis 3, Beograd – Ljubljana – Zagreb, 1937.
- Delle I. Trogir , Split, 1936.
- Dudan A. La Dalmazia nell’ arteitaliana.  Vo. I, II. Milano, 1922.
- Fiskovi C. Opis trogirske katedraleiz XVIII stoljeća. Split, 1940.
- Fiskovi C. Bilješke o Radovanu injegovim učenicima, Prilozi povijestiumjetnosti u Dalmaciji 8, Split, 1954
- Fiskovi C. O ikonograﬁji Radovanova portala,Prilozi povijesti umjetnosti u Dalmaciji 7, Split, 1953.
- Fiskovi C. Radovan (Monograﬁja) , Zagreb, 1951.
- Fiskovi C.Radovan (Monograﬁja), Zagreb, 1965.

## Spoljašnje veze
Mediji vezani za članak Radovanov portal na Vikimedijinoj ostavi